# Fullawaya terricola
Fullawaya terricola är en insektsart som först beskrevs av Hottes och Theodore Henry Frison 1931.  Fullawaya terricola ingår i släktet Fullawaya och familjen långrörsbladlöss. Inga underarter finns listade i Catalogue of Life.